# انتخابات سراسری آرژانتین (۲۰۲۳)
انتخابات سراسری آرژانتین (انگلیسی: 2023 Argentine general election) در ۲۲ اکتبر ۲۰۲۳ برای انتخاب رئیس‌جمهور، معاون رئیس‌جمهور، اعضای کنگره ملی و فرمانداران اکثر استان‌ها برگزار شد. از آنجا که هیچ‌یک از نامزدهای ریاست‌جمهوری اکثریت را در مرحله اول به دست نیاوردند، در مرحله دوم که در ۱۹ نوامبر۲۰۲۳ برگزار گردید، خاویر میلئی با غلبه بر سرجیو ماسا برنده انتخابات سراسری آرژانتین شد.
خاویر میلئی قرار است در ۱۰ دسامبر ۲۰۲۳ سوگند یاد کند آلبرتو فرناندز رئیس‌جمهور فعلی و کریستینا فرناندز دی کرشنر معاون رئیس‌جمهور و رئیس‌جمهور سابق، علیرغم اینکه هر دو واجد شرایط برای دومین دوره متوالی بودند، برای انتخاب مجدد شرکت نکردند.
با صعود سرجیو ماسا از حزب حاکم اتحادیه برای میهن به دور دوم در ۱۹ نوامبر به‌طور غیرمنتظره‌ای در جایگاه اول قرار گرفت و ۳۶ درصد آرا را به دست آورد و خاویر میلئی از لیبرتی پیشروی با ۳۰ درصد آرا دوم شد. پیروزی ماسا در دور اول به دلیل تورم شدیدی بود که در دوران تصدی ماسا به عنوان وزیر اقتصاد رخ داد و همچنین پیشتازی میلئی در نظرسنجی‌ها تا آن مرحله، ناراحت‌کننده تلقی شد.

## تاریخچه
در انتخابات سراسری آرژانتین (۲۰۱۹)، حزب چپ‌گرای فرنته د تودوس آلبرتو فرناندز رئیس سابق کابینه و کریستینا فرناندز دی کرشنر سناتور ملی و رئیس‌جمهور سابق، رئیس‌جمهور مائوریسیو ماکری از حزب راست میانه (با هم برای تغییر) را شکست داد. ماکری و میگل آنجل پیچتو سناتور محافظه‌کار ملی پرونیست که در آستانه پیروزی در انتخابات ریاست‌جمهوری بود به مرحله بعدی رفت. اما ماکری اولین رئیس‌جمهور تاریخ آرژانتین است که در انتخاب مجدد شکست خورد.
در دو سال اول ریاست‌جمهوری فرناندز به دلیل همه‌گیری کووید-۱۹ در آرژانتین با محدودیت دچار شد، که طی آن برای مهار شیوع بیماری تلاش کرد و به بحران بدهی به ارث رسیده از سلف خود پرداخت، وی اقدامات قرنطینه سختی را اعمال کرد. در حالی که اقتصاد در سال‌های ۲۰۲۲–۲۰۲۱ بهبود یافت، تورم به ۱۰۰٪ افزایش پیدا کرد (بالاترین نرخ تورم از سال ۱۹۹۱). میزان محبوبیت فرناندز در طول دوران ریاست جمهوری‌اش به‌طور مداوم پایین آمد، فقط در چند مورد خاص، میزان محبوبیت او بیش از ۵۰٪ بوده‌است، بر اساس گزارش روزنامه بریتانیایی اکونومیست، فرناندز «یک رئیس‌جمهور بی‌برنامه» شناخته شد که دارای یک «دولت ضعیف» است، که اشاره به عدم تصمیم‌گیری مستقل او دارد. در عوض، تصمیمات او تحت تأثیر شدید معاون رئیس‌جمهور و رئیس‌جمهور سابق کریستینا فرناندز دی کرشنر، رهبر ائتلاف بود که خود فرناندز او را «منبع دائمی مشاوره» توصیف کرد قرار داشت، انتخابات میان‌دوره‌ای ۲۰۲۱ منجر به ضررهای سنگینی برای حزب فرنته دو تودوس شد که اکثریت خود را در هر دو مجلس کنگره از دست داد. ناظران این ضرر را به خشم گسترده از تورم بالا و افزایش فقر نسبت دادند.

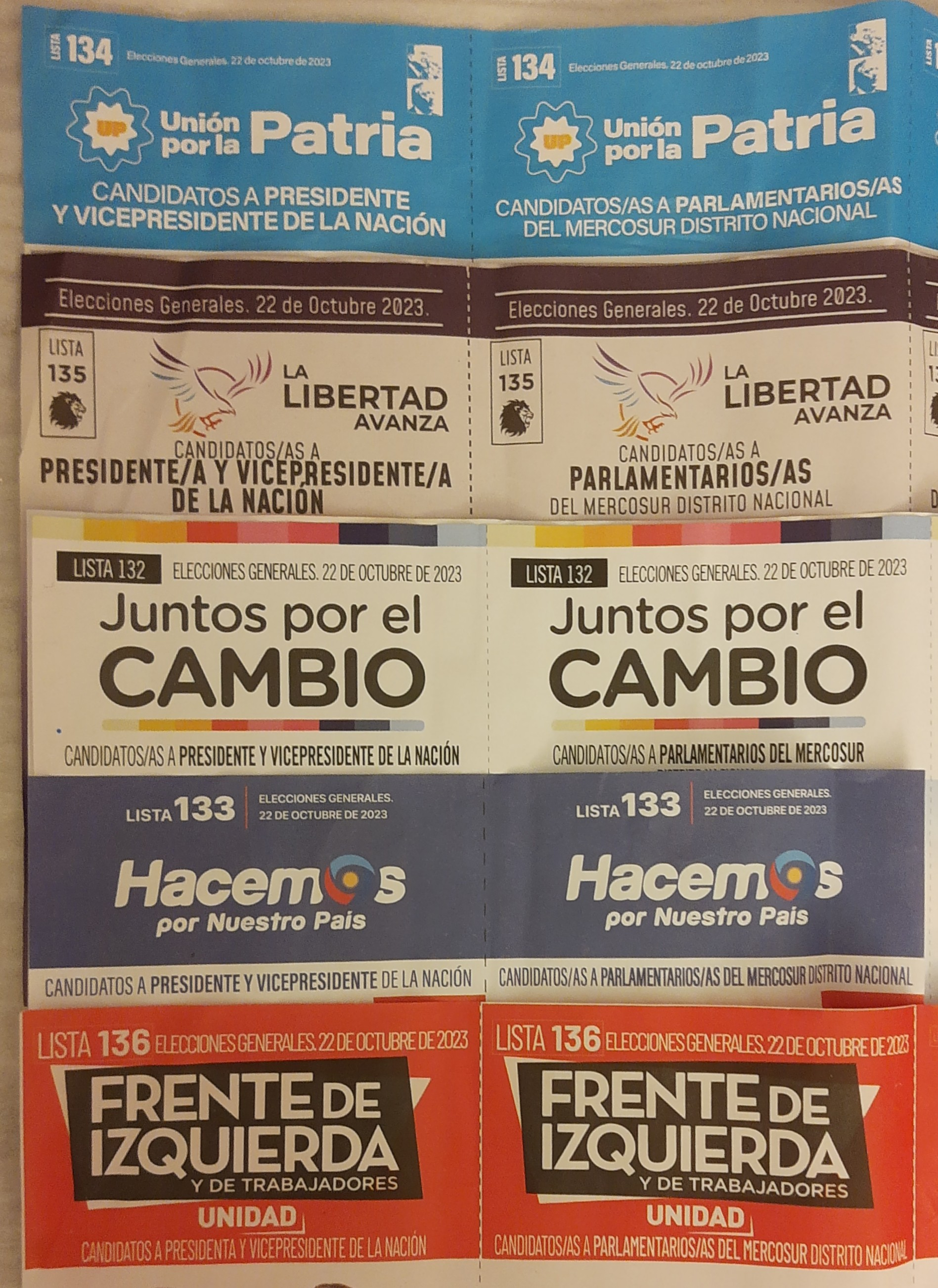
برگه‌های رای مورد استفاده برای انتخابات عمومی ۲۲ اکتبر.

## نامزدهای ریاست‌جمهوری
| نام تاریخ و مکان تولد                                                  | نام تاریخ و مکان تولد | نام تاریخ و مکان تولد | تجربه قبلی | حزب                     | معاون رئیس‌جمهور                                         | ائتلاف | ائتلاف | منابع         |
| ---------------------------------------------------------------------- | --------------------- | --------------------- | --- | ----------------------- | ------------------------------------------------------- | ------ | --- | ------------- |
| سرخیو ماسا بی. ۱۹۷۲ (age ۵۲) سن مارتین، بوئنوس آیرس، استان بوئنوس آیرس |                       |                       | وزیر اقتصاد (۲۰۲۲–تاکنون) بیشتر ببینید - رئیس مجلس نمایندگان آرژانتین(۲۰۱۹–۲۰۲۲) - معاون مجلس نمایندگان از استان بوئنوس آیرس (۲۰۱۳–۲۰۱۷; ۲۰۱۹–۲۰۲۲) - شهردار تایگر پارتیدو (۲۰۰۷–۲۰۰۸; ۲۰۰۹–۲۰۱۳) - رئیس کابینه وزیران (۲۰۰۸–۲۰۰۹) - مدیر اجرایی ANSES (۲۰۰۷–۲۰۰۲) - معاون استانی بوینس آیرس (۱۹۹۹–۲۰۰۲) - نامزد ریاست‌جمهوری انتخابات سراسری ۲۰۱۵ آرژانتین از حزب اتحاد آلترناتیو جدید | جبهه تجدید              | رئیس کابینه آگوستین اسکار روسی (حزب عدالت گرا آرژانتین) |        | اتحادیه برای وطن احزاب عضو - حزب عدالت گرا آرژانتین - جبهه تجدید - جنبش اویتا - جبهه گسترده (آرژانتین) - حزب پیروزی (آرژانتین) - کالینا - برخورد جدید - پارتی کنسرت ] - جبهه پاتریا گراند - حزب همبستگی - حزب فدرال ۱۹۷۳ - حزب ناسازگار - حزب کمونیست آرژانتین - اتحاد مردمی (آرژانتین) - حزب فرهنگ، آموزش و کار - حزب کمونیست انقلابی آرژانتین - حزب کار و عدالت | [ ۱۸ ]        |
| خاویر میلئی بی. ۱۹۷۰ (سن۵۴) بوئنوس آیرس                                |                       |                       | معاون مجلس نمایندگان بوئنوس آیرس(۲۰۲۱–تاکنون) | حزب لیبرترین (آرژانتین) | معاون ویکتوریا ویاروئل (حزب دموکرات (آرژانتین))         |        | آزادی پیشرفت می‌کند اعضای حزب - حزب لیبرترین (آرژانتین) - حزب دموکراتیک ملی (آرژانتین) - حزب دموکراتیک (مندوزا) جنبش ادغام و توسعه (فراکسیون) - نیروی جمهوری‌خواه (آرژانتین) :حزب تجدید فدرال - تجدید جنگ صلیبی - اتحاد آزادی و کرامت - کنفدراسیون ورود به محله ریوس - جنبش بازنشستگان و جوانان                                                                     | [ ۱۹ ] [ ۲۰ ] |